# سيمون راين
سيمون راين (بالألمانية: Simon Rhein) هو لاعب كرة قدم ألماني في مركز الوسط، ولد في 18 مايو 1998 في ألمانيا. لعب مع نادي نورنبرغ.

## وصلات خارجية
- سيمون راين على موقع قاعدة بيانات كرة القدم.إي يو (الإنجليزية)
- سيمون راين على موقع Soccerway.com (الإنجليزية)
- سيمون راين على موقع عالم كرة القدم.نت (الإنجليزية)